# Inner Urge
Albums de Joe Henderson
In 'n Out
(1964) Mode for Joe
(1966)
Inner Urge est un album du saxophoniste de jazz américain Joe Henderson sorti en 1964 chez Blue Note. C'est le 4e album de Joe Henderson en tant que leader.
Les deux premiers morceaux de l'album, Inner Urge et Isotope, sont deux des compositions les plus connues de Joe Henderson et sont devenus des standards de jazz. Inner Urge a par exemple été repris par Mulgrew Miller (Keys to the City, 1985), Allan Holdsworth (None Too Soon, 1996), Ravi Coltrane (Moving Pictures, 1998), Larry Coryell (Inner Urge, 2001) ou encore Baptiste Trotignon et David El Malek (Fool time, 2007).

## Liste des titres
| No | Titre           | Musique       | Durée |
| -- | --------------- | ------------- | ----- |
| 1. | Inner Urge      | Joe Henderson | 11:58 |
| 2. | Isotope         | Joe Henderson | 9:16  |
| 3. | El Barrio       | Joe Henderson | 7:14  |
| 4. | You Know I Care | Duke Pearson  | 7:22  |
| 5. | Night and Day   | Cole Porter   | 7:25  |

## Musiciens
- Joe Henderson : saxophone ténor
- McCoy Tyner : piano
- Bob Cranshaw : contrebasse
- Elvin Jones : batterie